# Andy Malfoy
Andy Malfoy (9 febbraio 2001) è un copilota di rally francese.

## Carriera
Malfoy fa il suo esordio nel Campionato del mondo Rally nel 2019 quando prende parte, in equipaggio con Perrard Grégory, al Tour de Corse classificandosi al cinquantanovesimo posto assoluto. Nel 2022, in occasione del Rally di Ypres, conquista con Stéphane Lefebvre alla guida i primi punti iridati e la vittoria nella categoria WRC-2. Nel 2024, in equipaggio con Mathieu Franceschi, è vice-campione europeo.

## Vittorie nei rally

### WRC-2
| # | Anno | Evento         | Pilota            | Auto              |
| - | ---- | -------------- | ----------------- | ----------------- |
| 1 | 2022 | Rally di Ypres | Stéphane Lefebvre | Citroën C3 Rally2 |

### Altri rally
| #  | Stagione | Campionato          | Evento                                 | Pilota            | Auto              |
| -- | -------- | ------------------- | -------------------------------------- | ----------------- | ----------------- |
| 1  | 2021     | Coppa di Francia    | Rallye National Cieux - Monts de Blond | Marc Amourette    | Citroën C3 Rally2 |
| 2  | 2021     | Coppa di Francia    | Rallye National Le Béthunois           | Stéphane Lefebvre | Citroën C3 Rally2 |
| 3  | 2021     | Coppa di Francia    | Rallye Régional de Picardie            | Marc Amourette    | Citroën C3 Rally2 |
| 4  | 2022     | Coppa di Francia    | Rallye Régional de Neufchâtel-en-Bray  | Nyls Stievenart   | Citroën C3 Rally2 |
| 5  | 2022     | Coppa di Francia    | Rallye Régional Les Routes Picardes    | Nyls Stievenart   | Citroën C3 Rally2 |
| 6  | 2022     | Campionato belga    | Omloop van Vlaanderen                  | Stéphane Lefebvre | Citroën C3 Rally2 |
| 7  | 2022     | Campionato olandese | Hellendoorn Rally                      | Stéphane Lefebvre | Citroën C3 Rally2 |
| 8  | 2022     | Coppa di Francia    | Rallye Régional de la Porte Normande   | Nyls Stievenart   | Citroën C3 Rally2 |
| 9  | 2023     | Mitropa Rally Cup   | Rally Internazionale del Casentino     | Stéphane Lefebvre | Citroën C3 Rally2 |
| 10 | 2023     | Coppa di Francia    | Rallye Régional de Picardie            | Olivier Ural      | Citroën C3 Rally2 |

## Risultati nel mondiale rally

### WRC
| 2019 | Scuderia | Vettura        |  |  |  |    |  |  |  |  |  |  |  |  |  |  |  |  | Punti | Pos. |
| ---- | -------- | -------------- |  |  |  | -- |  |  |  |  |  |  |  |  |  |  |  |  | ----- | ---- |
| 2019 |          | Peugeot 208 R2 |  |  |  | 59 |  |  |  |  |  |  |  |  |  |  |  |  | 0     |      |

| 2022 | Scuderia             | Vettura           |     |  |    |  |  |  |  |  |   |  |  |  |  |  |  |  | Punti | Pos. |
| ---- | -------------------- | ----------------- | --- |  | -- |  |  |  |  |  | - |  |  |  |  |  |  |  | ----- | ---- |
| 2022 | DG Sport Compétition | Citroën C3 Rally2 | Rit |  | 12 |  |  |  |  |  | 6 |  |  |  |  |  |  |  | 8     | 21º  |

| 2023 | Scuderia         | Vettura                                   |    |  |  |  |  |  |     |  |  |  |  |  |  |  |  |  | Punti | Pos. |
| ---- | ---------------- | ----------------------------------------- | -- |  |  |  |  |  | --- |  |  |  |  |  |  |  |  |  | ----- | ---- |
| 2023 | M-Sport Ford WRT | Citroën C3 Rally2 Ford Puma Rally1 Hybrid | 18 |  |  |  |  |  | Rit |  |  |  |  |  |  |  |  |  | 0     |      |

| 2024 | Scuderia | Vettura                |    |  |  |  |  |  |  |  |  |  |  |  |  |  |  |  | Punti | Pos. |
| ---- | -------- | ---------------------- | -- |  |  |  |  |  |  |  |  |  |  |  |  |  |  |  | ----- | ---- |
| 2024 |          | Toyota GR Yaris Rally2 | 13 |  |  |  |  |  |  |  |  |  |  |  |  |  |  |  | 0     |      |

| Legenda | 1º posto | 2º posto | 3º posto | A punti | Senza punti | Ritirato | Squalificato | NP=Non partito C=Gara cancellata | Apice=Power stage |

### WRC-2
| 2022 | Scuderia             | Vettura           |     |  |    |  |  |  |  |  |    |  |  |  |  |  |  |  | Punti | Pos. |
| ---- | -------------------- | ----------------- | --- |  | -- |  |  |  |  |  | -- |  |  |  |  |  |  |  | ----- | ---- |
| 2022 | DG Sport Compétition | Citroën C3 Rally2 | Rit |  | 62 |  |  |  |  |  | 13 |  |  |  |  |  |  |  | 36    | 12º  |

| 2023 | Scuderia | Vettura           |    |  |  |  |  |  |  |  |  |  |  |  |  |  |  |  | Punti | Pos. |
| ---- | -------- | ----------------- | -- |  |  |  |  |  |  |  |  |  |  |  |  |  |  |  | ----- | ---- |
| 2023 |          | Citroën C3 Rally2 | 93 |  |  |  |  |  |  |  |  |  |  |  |  |  |  |  | 0     |      |

| 2024 | Scuderia | Vettura                |   |  |  |  |  |  |  |  |  |  |  |  |  |  |  |  | Punti | Pos. |
| ---- | -------- | ---------------------- | - |  |  |  |  |  |  |  |  |  |  |  |  |  |  |  | ----- | ---- |
| 2024 |          | Toyota GR Yaris Rally2 | 5 |  |  |  |  |  |  |  |  |  |  |  |  |  |  |  | 10    | 26º  |

| Legenda | 1º posto | 2º posto | 3º posto | A punti | Senza punti | Ritirato | Squalificato | NP=Non partito C=Gara cancellata | Apice=Power stage |

## Risultati nell'europeo rally
| Anno | Scuderia                             | Vettura                                     | 1      | 2       | 3      | 4       | 5       | 6       | 7      | 8   | Pos. | Punti |
| ---- | ------------------------------------ | ------------------------------------------- | ------ | ------- | ------ | ------- | ------- | ------- | ------ | --- | ---- | ----- |
| 2023 |                                      | Škoda Fabia RS Rally2                       | SER    | ISO     | POL    | LIE     | SCA     | ROM Rit | BAR 9  | UNG | 37°  | 9     |
| 2024 | UNG 21                               | Škoda Fabia RS Rally2                       | ISO 23 | SCA Rit | EST 10 | ROM 54  | BAR Rit | CER 35  | SIL 53 | 2°  | 124  |       |
| 2025 | Team MRF Tyres MRF Tyres Dealer Team | Hyundai i20 N Rally2 Toyota GR Yaris Rally2 | SIE 9  | UNG     | SCA 11 | POL Rit | ROM     | BAR     | CER    | CRO |      | 14    |